# Funeral Diner

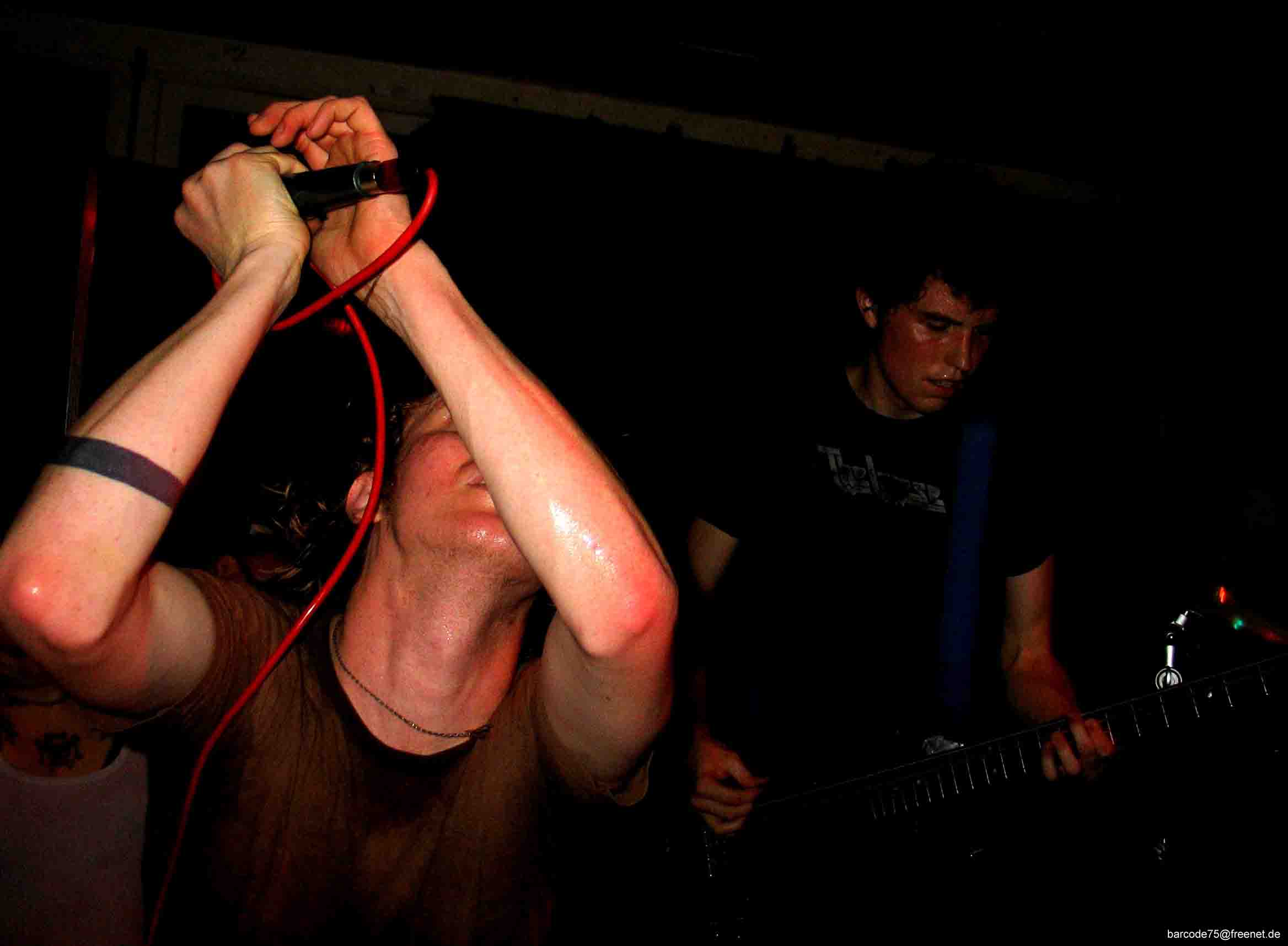
Funeral Diner 2005

Funeral Diner to zespół screamo z San Francisco w Kalifornii. Został założony w 1998 po rozpadzie Nexus 6 przez trzech jego członków: Matta, Dana i Dave'a, do których dołączył basista Sean O'Shea. Nazwa zespołu została zaczerpnięta od tytułu jednego z utworów niemieckiej grupy industrialowej, Wumpscut. Zanim grupa przeniosła się do San Francisco, próby odbywały się w Half Moon Bay.
W ciągu ostatnich kilku lat zespół zyskał dużą rzeszę fanów, dzięki licznym wydawnictwom, oraz trasom koncertowym po USA, Japonii, a także Europie (grupa odwiedziła również Polskę). Zgodnie ze stylem DIY, grupa wydaje liczne splity, przeważnie na winylach. Także często zmienia wytwórnie. Obecnie niektóre trudno dostępne płyty osiągają na aukcjach internetowych ceny wielokrotnie wyższe od pierwotnych.
Matt był też perkusistą zespołu emo Portraits of Past, natomiast obecny wokalista Seth, grał na basie w Takaru. Były basista grupy, Andy Radin, jest autorem popularnej strony internetowej, fourfa.com, poświęconej muzyce emo.
Zespół zakończył swoją działalność na początku 2007 roku. Informacja o rozpadzie została przekazana poprzez MySpace'owy bulletin.

## Członkowie
- Seth Babb: wokal (od 2002)
- Dan Bajda: gitara / wokal
- Matt Bajda: perkusja
- Dave Mello: gitara
- Ben Steidel: bass (od 2002)

### Byli członkowie
- Sean O'Shea: bass (1998-1999)
- Rob Beckstrom: bass (1999-2000)
- Andy Radin: bass (2000-2002)
- Phil Benson: wokal (1999-2000)

## Dyskografia
- Difference of Potential CD/LP (Ape Must Not Kill Ape, sierpień 2002 – CD; wrzesień 2003 – LP)
- The Wicked CD-EP/10" (Sorry Records, sierpień 2002 – CD; Alone Records, maj 2004 – CD, 10")
- Three Sides Dead CD (Lilac Sky, wrzesień 2003) – kompilacja utworów z trzech pierwszych splitów
- Funeral Diner... is Dead Euro Tour CD (Sorry Records, wrzesień 2003) – sprzedawana jedynie podczas europejskiej trasy koncertowej
- The Underdark CD/LP (Alone Records, kwiecień 2005)
- Swept Under 10"/CD-EP (Lilac Sky – 10"; Cosmic Note – CD, czerwiec 2005) – wydanie na CD zawiera 5 dodatkowych remiksów
- Bag Of Holding Tour 3" CD (Sorry Records, marzec 2006) – wydano tylko 75 sztuk, ręcznie numerowane
- Doors Open CD-EP (wydane przez zespół/Sorry Records, marzec 2007)

### Splity
- z Nexus Six LP (Old Glory Records, styczeń 1999)
- z Staircase The World of the Forms LP (Ape Must Not Kill Ape, sierpień 2001)
- z The Shivering LP (Into the Hurricane/Unfun/City Boot, listopad 2001)
- z Zann 7" (Vendetta Records, październik 2002)
- z End on End, Under a Dying Sun i Endzweck A Sequel of a Story CD/LP (Cosmic Note, sierpień 2003 – CD; luty 2004 – LP)
- z The Saddest Landscape 7" (Firewalk With Me, wrzesień 2003) – Rites of Spring Tribute
- z Dead City LP (So Much to Give Records, wrzesień 2003)
- z Evylock CD/10"(Falling Leaves, czerwiec 2004 – CD; Somberlain Records, marzec 2005 – 10")
- z Raein 7" (Red Cars Go Faster, czerwiec 2004)
- z Welcome the Plague Year 7" (Electric Human Project, lipiec 2004)
- z Ampere 9" (Electric Human Project / Clean Plate, lipiec 2007)

### Utwory na składankach
- Inspiration From Forest CD (Falling Leaves Records, wrzesień 2003) – Shifting
- Emo Apocalypse LP (React with Protest, maj 2006) – Addendum